# HMS Thunderer (1911)
Pour les autres navires du même nom, voir HMS Thunderer.
Le HMS Thunderer est un cuirassé super-dreadnought de classe Orion de la Royal Navy.

## Histoire
Le Thunderer et ses sister-ships constituent la deuxième division de la 2e escadre de bataille de la Home Fleet. Le navire, avec ses sœurs Monarch et Orion, participent à la revue navale parlementaire le 9 juillet 2010 à Spithead. Ils participent ensuite à des manœuvres d'entraînement avec le vice-amiral Louis de Battenberg commandant la Blue Fleet à bord du Thunderer. Le 13 novembre, le navire participe à des essais d'artillerie comparatifs avec l’Orion pour évaluer l'efficacité de la direction d'artillerie. Le Thunderer dépasse nettement ce dernier navire, bien qu'une partie de son succès soit due au fait que sa direction est au-dessus de la fumée qui masque la cible des canons de l’Orion. Le test est répété dans de meilleures conditions le 4 décembre, l’Orion se comporte beaucoup mieux, battant apparemment le Thunderer. Les trois navires sont présents pour recevoir le président de la France, Raymond Poincaré, à Spithead le 24 juin 1913. Lors des manœuvres annuelles d'août, le Thunderer est le vaisseau amiral du vice-amiral John Jellicoe, commandant la Red Fleet. Le 4 novembre, les Thunderer, Orion, King George V et King Edward VII tirent et coulent le navire cible Empress of India pour donner à leurs équipages l'expérience du tir à balles réelles contre un vrai navire.
Entre le 17 et le 20 juillet 1914, le Thunderer participe à un test de mobilisation et de revue de la flotte dans le cadre de la réponse britannique à la crise de juillet. Arrivé à Portland le 25 juillet, il reçoit l'ordre de se rendre avec le reste de la Home Fleet à Scapa Flow quatre jours plus tard pour protéger la flotte d'une éventuelle attaque surprise de la marine impériale allemande. En août 1914, après le déclenchement de la Première Guerre mondiale, la Home Fleet est réorganisée sous le nom de Grand Fleet et placée sous le commandement de l'amiral Jellicoe. Des rapports répétés de sous-marins à Scapa Flow conduisent Jellicoe à conclure que les défenses sont inadéquates et il ordonnée que la Grand Fleet soit dispersée vers d'autres bases jusqu'à ce que les défenses soient renforcées. Le 16 octobre, la 2e escadre est envoyée au Loch na Keal, sur la côte ouest de l'Écosse. L'escadre part pour un entraînement au tir au large de la côte nord de l'Irlande le matin du 27 octobre, le cuirassé Audacious heurte une mine, posée quelques jours plus tôt par le croiseur marchand armé allemand SS Berlin. On pense que le navire fut torpillé par un sous-marin, les autres cuirassés reçoivent l'ordre de s'éloigner de la zone, tandis que des navires plus petits prêtent assistance. Le soir du 22 novembre 1914, la Grand Fleet effectue un ratissage infructueux dans la moitié sud de la mer du Nord ; le Thunderer se tient avec le corps principal à l'appui de la 1re escadre de croiseurs de bataille du vice-amiral David Beatty. La flotte est de retour au port de Scapa Flow le 27 novembre. Le 8 décembre, il va vers Devonport pour un bref carénage afin de résoudre des problèmes avec ses condenseurs.
Les navires de Jellicoe, dont le Thunderer, menent des exercices d'artillerie et des missions de ratissages tout au long de l'année 1915. Dans la soirée du 23 janvier, le gros de la Grand Fleet navigue à l'appui des croiseurs de bataille de Beatty, mais le Thunderer et le reste de la flotte ne participent pas à la bataille de Dogger Bank qui suit le lendemain.
Dans la nuit du 25 mars 1916, le Thunderer et le reste de la flotte quittent Scapa Flow pour soutenir les croiseurs de bataille de Beatty et d'autres forces légères qui attaquent la base allemande de zeppelins à Tønder. Au moment où la Grand Fleet s'approche de la zone le 26 mars, les forces britanniques et allemandes s'étaient déjà désengagées et un fort coup de vent menace les embarcations légères. La flotte reçoit l'ordre de retourner à la base. Le 21 avril, la Grand Fleet organise une démonstration au large de Horns Rev pour distraire les Allemands pendant que la marine impériale russe remet en état ses champs de mines défensifs dans la mer Baltique. La flotte retourne à Scapa Flow le 24 avril et fait le plein avant de se diriger vers le sud en réponse aux rapports de renseignement selon lesquels les Allemands sont sur le point de lancer un raid sur Lowestoft, mais n'arrivent dans la région qu'après le retrait des Allemands. Les 2 et 4 mai, la flotte effectue une autre démonstration au large de Horns Rev pour garder l'attention allemande concentrée sur la mer du Nord.
Dans une tentative d'attirer et de détruire une partie de la Grand Fleet, la flotte allemande, composée de seize cuirassés, six predreadnoughts et des navires de soutien, quitte le baie de Jade tôt le matin du 31 mai. La flotte navigue de concert avec les cinq croiseurs de bataille de Hipper. La salle 40 avait intercepté et décrypté le trafic radio allemand contenant les plans de l'opération. En réponse, l'Amirauté ordonne à la Grand Fleet, totalisant quelque 28 cuirassés et 9 croiseurs de bataille, de sortir la nuit précédente pour couper et détruire la flotte allemande. La bataille du Jutland a lieu.
Le 31 mai, le Thunderer, sous le commandement du capitaine James Fergusson, est le huitième navire de la tête de la ligne de bataille après son déploiement. À 18 h 27, le navire tire brièvement sur le croiseur léger paralysé SMS Wiesbaden, bien que le nombre de coups portés, le cas échéant, soit inconnu, jusqu'à ce que sa vue soit bloquée par d'autres navires britanniques. Moins d'une heure plus tard, le Thunderer aperçoit deux cuirassés allemands visibles entre les Royal Oak and Iron Duke vers 19 h 15. Il tire trois salves sur le navire de tête, mais aucun coup n'atteint et la deuxième salve est en fait tirée au-dessus de l’Iron Duke, avant que sa vue ne soit totalement obscurcie. Après le coucher du soleil, le croiseur de bataille SMS Moltke repère les quatre navires de classe Orion à 22 h 30 et lance un défi au Thunderer avant de faire demi-tour. Fergusson choisit de ne pas s'engager sans une menace évidente de peur qu'il ne révèle l'emplacement de la flotte de combat. Le Thunderer n'a tiré que trente-sept obus de 13,5 pouces pendant la bataille.
La Grand Fleet sort le 18 août pour tendre une embuscade à la flotte de haute mer alors qu'elle avance dans le sud de la mer du Nord, mais une série de malentendus et d'erreurs empêchent Jellicoe d'intercepter la flotte allemande avant qu'elle ne rentre au port. Deux croiseurs légers sont coulés par des sous-marins allemands au cours de l'opération, ce qui incite Jellicoe à décider de ne pas risquer les principales unités de la flotte en raison de la prévalence des sous-marins et des mines allemands. L'Amirauté accepte et stipule que la Grand Fleet ne sortirait pas à moins que la flotte allemande ne tente une invasion de la Grand-Bretagne ou qu'il y ait une forte possibilité qu'elle puisse être forcée à un engagement dans des conditions appropriées.
Le 1er mai, le Thunderer est affecté à la 3e escadre de la Home Fleet. Le 1er novembre, l'escadre est dissoute, le Thunderer est transférée à la flotte de réserve à Portland, avec ses sœurs. Il est temporairement remis en service pendant l'été 1920 pour transporter des troupes vers la Méditerranée et à l'arrière. Le navire est toujours à Portland le 18 décembre 1920, mais est converti en navire-école des cadets de la marine à Rosyth à partir de février 1921. Le Thunderer est remis en service le 5 mai, mais ne commence sa première croisière d'entraînement que le 24 juin. Le navire est relevé par le moniteur Erebus le 31 août 1926 et envoyé à Portsmouth.
Le 6 novembre, le Thunderer est vendu à la ferraille à Hughes Bolckow pour 66 150 £. Il y a trop de tirant d'air pour entrer dans le parc à ferrailles à Blyth, il est alors partiellement déshabillé à Rosyth. Même ainsi, il s'échoue à l'entrée du port de Blyth le 24 décembre. Après avoir été renfloué le 30 décembre, il retourne à Rosyth pour être encore plus allégé, car son tirant d'eau est encore trop profond pour lui permettre d'entrer dans Blyth. Il est remorqué depuis Rosyth le 12 avril 1927 et atteint Blyth deux jours plus tard pour terminer sa démolition.